# クリスティアン・ズース
クリスティアン・ズース（ドイツ語: Christian Süß、1985年7月28日- ）は、ドイツ・ノルトライン＝ヴェストファーレン州アーレン出身の卓球選手。ITTF世界ランキング最高位は17位。愛称は「クリレ」。

## 略歴
1999年、ヨーロッパ卓球ユース選手権のカデットの部シングルスで準優勝、2000年の同大会ではカデットの部シングルス優勝を果たした。2002年、2003年にはジュニアの部で男子シングルス、混合ダブルスの2種目でそれぞれ優勝している。世界選手権では2004年から連続出場をしており、2004年ドーハ大会で2位、2006年ブレーメン大会で3位となったドイツチームの一員としてプレイした。シニアになってからのシングルスの試合での実績はあまりないが男子ダブルスでは2005年世界選手権上海大会で準優勝、2007年のヨーロッパ選手権では優勝している。
2008年北京オリンピックの男子団体でドイツ代表の一員としてボルやオフチャロフと共に銀メダルを獲得した。
2015年ブンデスリーガ決勝のティモ・ボルとの試合を最後に現役を引退した。

## プレースタイル
独特の雰囲気を持ったプレーヤーであり、前陣での両ハンドプレーを持ち味とするプレーが身上。また、相手側のフォア前へのスピードロングサービスが非常に上手く、サービスエースを取る事もしばしば。

## 主な戦績
- 2004年

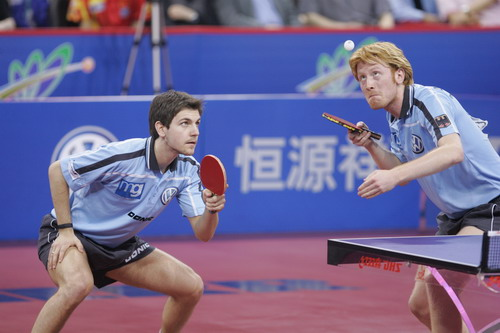
ティモ・ボルとのダブルス（2005年）

  - 第47回世界選手権ドーハ大会 男子団体準優勝
- 2005年
  - 第48回世界選手権上海大会 男子ダブルス準優勝（ティモ・ボルと）
  - ITTFプロツアー・グランドファイナル（2005 福州） 男子ダブルス優勝（ティモ・ボルと）
  - ヨーロッパ選手権オーフス大会 男子ダブルス ベスト4（ティモ・ボルと）
- 2006年
  - 第48回世界選手権ブレーメン大会 男子団体3位
- 2007年
  - ヨーロッパ選手権ベオグラード大会 男子ダブルス優勝（ティモ・ボルと）、男子団体優勝
- 2008年
  - 北京オリンピック 男子団体銀メダル
  - ヨーロッパ選手権サンクトペテルブルク大会 男子ダブルス優勝（ティモ・ボルと）、男子団体優勝
- 2009年
  - ヨーロッパ選手権シュトゥットガルト大会 男子ダブルス優勝（ティモ・ボルと）、男子団体優勝
- 2010年
  - ヨーロッパ選手権オストラヴァ大会 男子シングルス ベスト4、男子ダブルス優勝（ティモ・ボルと）、男子団体優勝